# Volf Acoustic Records
Volf Acoustic Record’s er ni grammofonplader med terapeutiske lyde, hver af fem minutters varighed, som den dansk-amerikanske fysiker Chr. A. Volf lod indspille midt i 1930-erne. 
Lyden er beregnet til at påvirke høresansen og forbedre det indre øres funktioner - særligt den såkaldte høredynamik og benledningen. Ved lægeligt forsøg i 1961 med børn i fjerdeklasserne ved skolevæsenet i Fredericia viste disse pladeindspilninger en markant forbedrende effekt på læsehandicappede elevers højtlæsningsfærdighed. 
Volf Acoustic Record's er endnu ikke offentligt tilgængelige. Der findes meget få komplette samlinger af de oprindelige 78-plader.

## Fodnoter
1. ↑  C. Buch-Sørensen et al: Behandling af "ordblindhed" med Chr. A. Volf's metode. København: Ugeskrift for Læger 124/35, side 1295 ff.